# V454 Андромеды
V454 Андромеды (лат. V454 Andromedae), HD 222143 — одиночная переменная звезда в созвездии Андромеды на расстоянии приблизительно 74,5 световых лет (около 22,8 парсеков) от Солнца. Видимая звёздная величина звезды — от +6,6m до +6,58m. Возраст звезды определён как около 1 млрд лет.

## Характеристики
V454 Андромеды — жёлтый карлик, вращающаяся переменная звезда типа BY Дракона спектрального класса G3/4V, или G3V(k), или G4V, или G5. Масса — около 1,081 солнечной, радиус — около 1,01 солнечного, светимость — около 1,055 солнечной. Эффективная температура — около 5881 К.

## Планетная система
В 2019 году учёными, анализирующими данные проектов HIPPARCOS и Gaia, у звезды обнаружена планета.